# Odonatologie

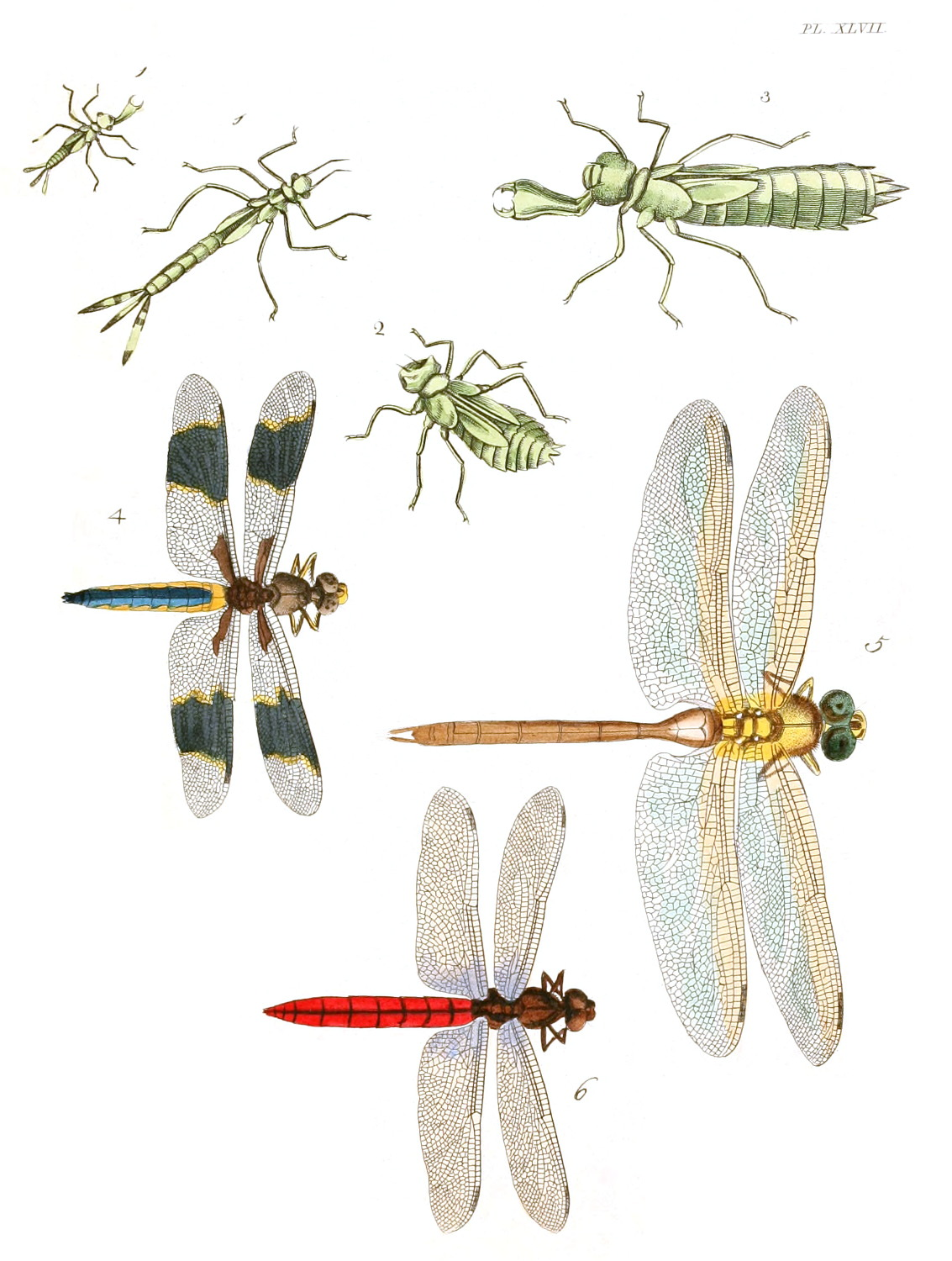
Libellen in verschiedenen Lebensstadien
(Drury 1837)

Die Odonatologie, auch Libellenkunde, ist die Wissenschaftsdisziplin der Entomologie (Insektenkunde), die sich mit der Erforschung von Libellen (Odonata) befasst. Personen, die sich ihr wissenschaftlich oder als Hobbyforscher widmen, werden Odonatologe oder einfach Libellenkundler genannt.

## Aufgabenbereiche und Ziele der Odonatologie
Die Odonatologie kann wie andere zoologische Wissenschaftsdisziplinen auch in drei große wissenschaftliche Bereiche unterteilt werden: die Taxonomie (Beschreibung und Klassifizierung), die Faunistik (Erforschung und Dokumentation der geographischen Verbreitung) und die Biologie der Libellen (unter anderem Lebensweise und Verhalten sowie Fortpflanzungsbedingungen). Weltweit gut vernetzte Wissenschaftler unterstützen sich dabei auf spezielleren Gebieten ihrer Forschung und publizieren wissenschaftliche Arbeiten in Fachzeitschriften wie bspw. in Odonatologica oder dem International Journal of Odonatology. Für die Erhebung langfristiger Daten zur faunistischen Präsenz bestimmter Libellenarten in Zusammenhang mit der lokalen Habitatstruktur und -qualität werden einige Forschungsbereiche von Hobby-Odonatologen und interessierten Laien unterstützt, insbesondere von Mitgliedern privater Naturschutzverbände. Dazu gehören das behördlich genehmigte Fangen, Sammeln, Zählen und Vermessen einzelner Exemplare. Diese oft in Sammelformularen zusammengestellten Daten werden von Wissenschaftlern bezüglich Lebensweise, Verhalten und Verbreitung bestimmter Arten ausgewertet, dokumentiert und letztendlich publiziert, um diese Informationen für die Fachwelt bereitzustellen. Auf der Grundlage dieser Daten lassen sich besondere Lebensraumansprüche und Gefährdungen einzelner Libellenarten erkennen und entsprechende Artenhilfsprogramme und -schutzmaßnahmen erarbeiten. Dabei zeichnet sich die Zusammenarbeit mit Forst-, Landschaftserhaltungsverband sowie den Umweltbehörden als sehr erfolgreich.
Nationale und internationale odonatologische Gesellschaften unterstützen und fördern als private Institutionen die Fachwelt, indem sie bspw. auf regelmäßigen Fachtagungen Kontakte und den Erfahrungsaustausch zwischen Libellenkundlern ermöglichen und intensivieren. Des Weiteren leisten sie wertvolle Öffentlichkeitsarbeit durch die Bereitstellung ihrer Organe für Fachpublikationen der Wissenschaftler.

## Geschichte der Odonatologie

### Anfang der Odonatologie
Die Systematik und Nomenklatur standen am Anfang der Odonatologie. Sie beginnt mit Band I der 10. Auflage der Systema Naturae, den der schwedische Naturforscher Carl von Linné im Jahre 1758 herausgab. Darin vereinte er alle Libellen in die Gattung Libellula – der Name stellt die Verkleinerungsform des alten Namens „Libella“ für den Hammerhai da. Sowohl dreizehn europäische Arten als auch fünf aus Übersee hat er unterschieden. Weitere fünf Arten beschrieb Otto Friedrich Müller aus Kopenhagen 1764 in Fauna Insectorum Fridrichsdalina und 1767 in Enumeratio ac descriptio libellularum agri Fridrichsdalensis. Der dänische Naturforscher Johann Christian Fabricius ordnete einige Arten in die neue Gattung Aeshna, brachte Erstbeschreibungen zweier weiterer Arten heraus und überarbeitete 1798 in Entomologia systematica emendata et aucta das taxonomische System der Insekten vor allem auf Basis der Mundwerkzeuge. Er schuf den Begriff „Odonata“ für die Ordnung der Libellen. Seitdem gab es die drei Gattungen Libellula, Aeshna und Agrion. Letztere musste wegen nomenklatorischer Unpässlichkeiten in Coenagrion umbenannt werden.

### Heutige Klassifizierung
Im Jahre 1854 unterteilte Edmond de Selys-Longchamps in seiner Synopsis des Gomphines die Ordnung Libellen in die Unterordnungen Groß- (Anisoptera) und Kleinlibellen (Zygoptera). Anton Handlirsch hat 1906 noch die Unterordnung Urlibellen (Anisozygoptera) hinzugefügt, die nur die Familie Epiophlebiidae umfasst. Diese vier Arten liegen nach anatomischen Gesichtspunkten zwischen den Groß- und Kleinlibellen und wurden daher in eine eigene Unterordnung klassifiziert.
Folgend werden die heutigen Familien der Libellen aufgeführt:
- Odonata (Libellen)
  - Anisoptera (Großlibellen) Erythemis simplicicollis im Paarungsrad, Vertreter der Segellibellen
    - Aeshnoidea (Edellibellenartige)
      - Austropetaliidae
      - Aeshnidae (Edellibellen)
      - Gomphidae (Flussjungfern)
      - Neopetaliidae
      - Petaluridae

    - Cordulegastroidea

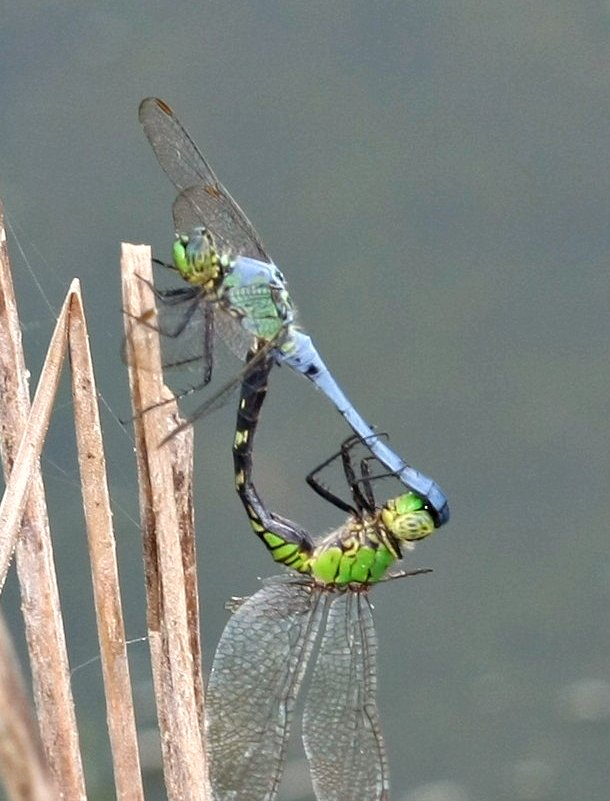
Erythemis simplicicollis im Paarungsrad, Vertreter der Segellibellen

      - Cordulegastridae (Quelljungfern)

    - Libelluloidea (Segellibellenartige)
      - Chlorogomphidae
      - Corduliidae (Falkenlibellen)
      - Libellulidae (Segellibellen)
      - Macromiidae (Flussherrscher)
      - Synthemistidae

  - Anisozygoptera (Urlibellen)
    - Epiophlebioidea
      - Epiophlebiidae

  - Zygoptera (Kleinlibellen) Ischnura heterosticta, Weibchen, Vertreterin der Schlanklibellen

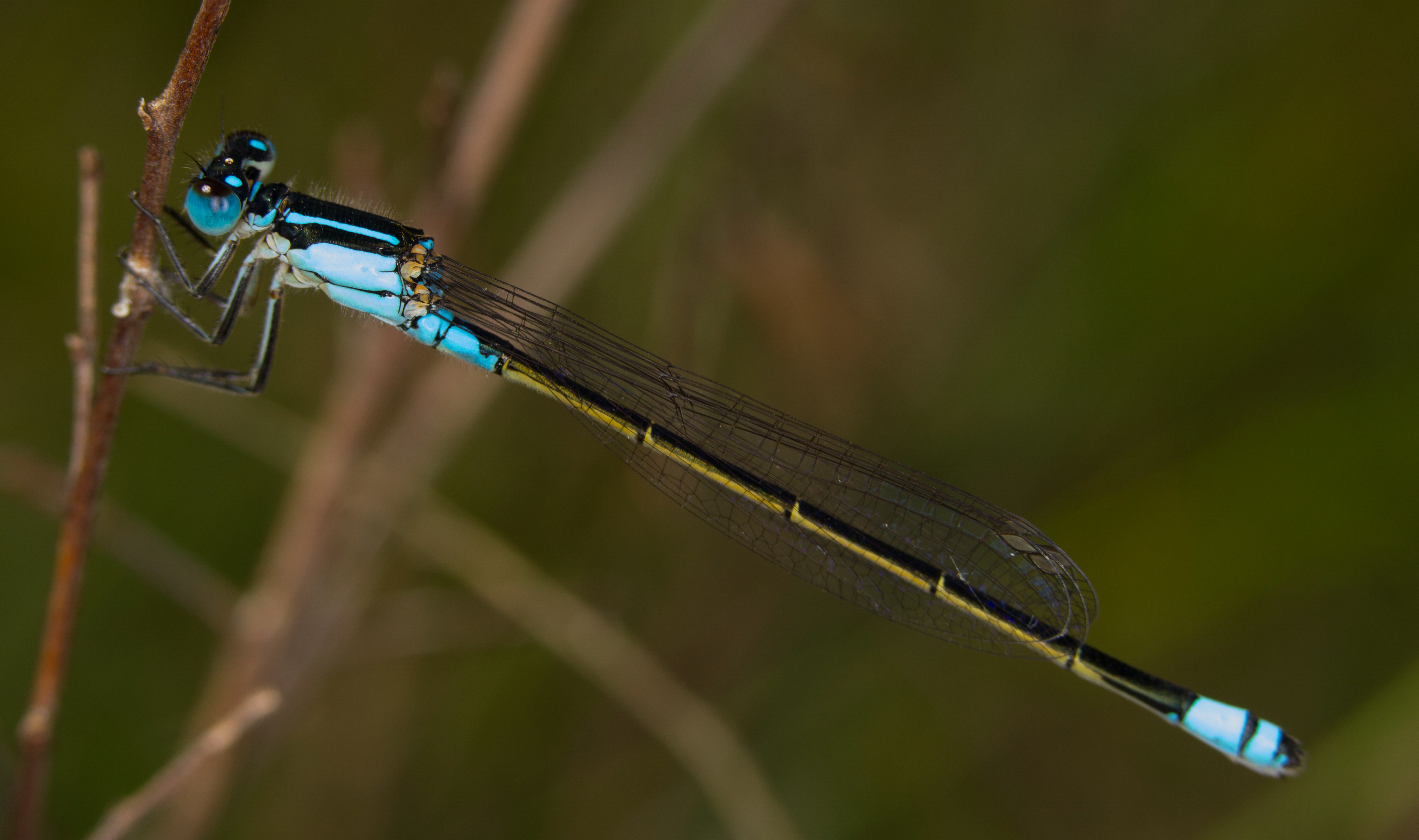
Ischnura heterosticta, Weibchen, Vertreterin der Schlanklibellen

    - Calopterygoidea (Prachtlibellenartige)
      - Amphipterygidae
      - Calopterygidae (Prachtlibellen)
      - Chlorocyphidae (Juwelenlibellen)
      - Dicteriadidae
      - Euphaeidae (Orientjungfern)
      - Polythoridae

    - Lestoidea (Teichjungfernartige)
      - Lestidae (Teichjungfern)
      - Lestoideidae
      - Megapodagrionidae
      - Perilestidae
      - Pseudolestidae
      - Synlestidae (Sylphen)

    - Hemiphlebioidea
      - Hemiphlebiidae

    - Coenagrionoidea (Schlanklibellenartige)
      - Coenagrionidae (Schlanklibellen)
      - Isostictidae
      - Platycnemididae (Federlibellen)
      - Platystictidae
      - Protoneuridae
      - Pseudostigmatidae

## Pioniere auf dem Gebiet der Odonatologie

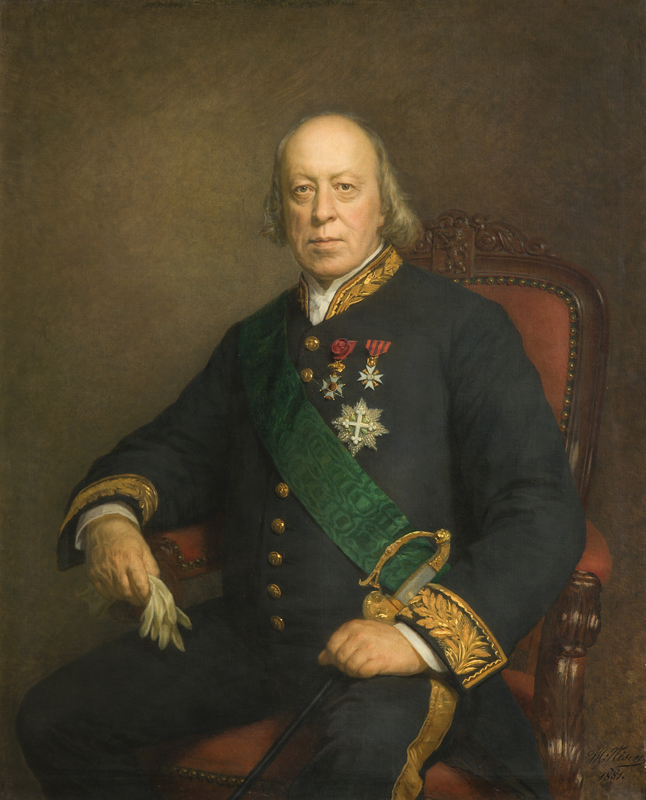
Edmond de Selys-Longchamps,
Pionier auf dem Gebiet der Odonatologie

Baron Edmond de Selys-Longchamps (1813–1900) wird als Pionier und bedeutendster Forscher auf dem Gebiet der Odonatologie angesehen. Er legte eine der größten Sammlungen an und gilt als Erstbeschreiber vieler bis dahin unbekannter Arten. In seinem Werk Monographie des Calopterygines (1854) klassifizierte er Libellen in einzelne Familien. Erste phylogenetische Untersuchungen der Libellen nahm James George Needham (1868–1957) anhand der Flügeladerung nach dem Comstock-Needham-System vor, die er in seinem Werk A Genealogic Study of Dragon-fly Wing Venation (1903) publizierte.

## Forscher auf dem Gebiet der Odonatologie
Wissenschaftler, die sich unter anderem in größerem Maße der Odonatologie widmeten, waren:
- Carl von Linné (1707–1778), schwedischer Arzt, Botaniker und Naturforscher – beschäftigte sich unter anderem mit der Taxonomie der Libellen
- Dru Drury (1725–1804), englischer Entomologe und Silberschmied
- Ambroise Palisot de Beauvois (1752–1820), französischer Entomologe
- Jules Pierre Rambur (1801–1870), französischer Arzt und Entomologe
- Hermann Burmeister (1807–1892), deutscher Entomologe und Systematiker, der hauptsächlich in Argentinien forschte
- Hermann August Hagen (1817–1893), US-amerikanischer Entomologe und Naturforscher deutscher Herkunft
- Charles Émile Blanchard (1819–1900), französischer Zoologe und Entomologe
- Friedrich Ris (1867–1931), schweizerischer Entomologe und Psychiater
- Philip Powell Calvert (1871–1961), US-amerikanischer Entomologe
- Robin John Tillyard (1881–1937), angloaustralischer Entomologe und Geologe
- Elliot Pinhey (1910–1999), englischer Entomologe, der hauptsächlich in Afrika forschte
- Philip Steven Corbet (1929–2008), britischer Entomologe
- Bastiaan Kiauta (1937–2022), slowenischer Entomologe, der hauptsächlich in den Niederlanden arbeitete

## Fachgesellschaften
Um den Fachbereich der Odonatologie wurden einige Fachgesellschaften gegründet, die sich mit Wissen, Schutz und Ökologie rund um Libellen beschäftigen. Die größte Deutschlands ist die Gesellschaft deutschsprachiger Odonatologen (GdO) mit Sitz in Mönchengladbach, die 1982 in Bonn gegründet wurde. Organ ist die Fachzeitschrift Libellula, die zweimal jährlich erscheint.
Die älteste internationale Fachgesellschaft ist die Societas Internationalis Odonatologica, die International Odonatological Foundation S.I.O. mit Sitz in Utrecht, die 1971 gegründet wurde. Von 1972 bis 2013 gab die S.I.O. vierteljährlich die Fachzeitschrift Odonatologica und das Bulletin Notulae odonatologicae heraus. Mit dem Jahr 2014 übernahm der deutsche Kleinverlag Osmylus Scientific Publishers die Produktion und Publikation beider Zeitschriften für die S.I.O., nun in halbjährlichem Rhythmus.
Ebenfalls international aufgestellt ist die Worldwide Dragonfly Association. Sie publiziert die Fachzeitschrift International Journal of Odonatology und den Newsletter Agrion, und organisiert weltweite wissenschaftliche Kongresse. Sie setzt sich für die Erforschung und Erhaltung der Libellen sowie die Sensibilisierung der Menschheit für Libellen ein.